# Giáo phận Uijeongbu
Giáo phận Uijeongbu (tiếng Hàn Quốc: 천주교 의정부교구; tiếng Latinh: Dioecesis Uiiongbuensis) là một giáo phận của Giáo hội Latinh trực thuộc Giáo hội Công giáo Rôma ở Hàn Quốc. Giáo phận là một giáo phận trực thuộc Tổng giáo phận Seoul.

## Địa giới
Địa giới giáo phận bao gồm các thành phố Goyang, Guri, Namyangju, Dongducheon, Yangju, Uijeongbu, Paju, và huyện Yeoncheon thuộc tỉnh Gyeonggi ở Hàn Quốc.
Nhà thờ chính tòa của giáo phận là Nhà thờ chính tòa Trái Tim Cực Sạch Đức Mẹ ở thành phố Uijeongbu, cũng là nơi đặt tòa giám mục của giáo phận.
Giáo phận được chia thành 81 giáo xứ.

## Lịch sử
Giáo phận được thành lập vào ngày 24/6/2004 theo tông sắc Animarum saluti của Giáo hoàng Gioan Phaolô II, trên phần lãnh thổ tách ra từ Tổng giáo phận Seoul.

## Giám mục quản nhiệm
Các giai đoạn trống tòa không quá 2 năm hay không rõ ràng bị loại bỏ.
- Giuse Lee Han-taek, S.J. (5/7/2004 - 26/2/2010 về hưu)
- Phêrô Lee Ki-heon, từ 26/2/2010

## Thống kê
Đến năm 2020, giáo phận có 315.620 giáo dân trên dân số tổng cộng 3.110.370, chiếm 10,1%.
| Năm  | Dân số   | Dân số    | Dân số | Linh mục      | Linh mục       | Linh mục      | Linh mục                | Phó tế | Tu sĩ     | Tu sĩ    | Giáo xứ |
| Năm  | giáo dân | tổng cộng | %      | linh mục đoàn | linh mục triều | linh mục dòng | tỉ lệ giáo dân/linh mục | Phó tế | nam tu sĩ | nữ tu sĩ | Giáo xứ |
| ---- | -------- | --------- | ------ | ------------- | -------------- | ------------- | ----------------------- | ------ | --------- | -------- | ------- |
| 2004 | 161.872  | 2.311.858 | 7,0    | 67            | 67             |               | 2.416                   |        |           | 60       | 51      |
| 2005 | 156.770  | 2.337.729 | 6,7    | 121           | 121            |               | 1.295                   |        | 1         | 60       | 55      |
| 2010 | 235.504  | 2.644.000 | 8,9    | 155           | 146            | 9             | 1.519                   |        | 27        | 190      | 66      |
| 2014 | 278.836  | 2.956.276 | 9,4    | 177           | 166            | 11            | 1.575                   |        | 32        | 220      | 74      |
| 2017 | 297.502  | 3.114.536 | 9,6    | 186           | 170            | 16            | 1.599                   |        | 34        | 243      | 78      |
| 2020 | 315.620  | 3.110.370 | 10,1   | 202           | 183            | 19            | 1.562                   |        | 41        | 263      | 81      |